# Heinrich III. (Braunschweig-Grubenhagen)
Heinrich III. von Braunschweig-Grubenhagen (* 1416; † 1464), aus dem Geschlecht der Welfen, war Fürst von Braunschweig-Grubenhagen.

## Leben
Heinrich war der älteste Sohn von Erich I. von Braunschweig-Grubenhagen und Elisabeth von Braunschweig-Göttingen, einer Tochter von Otto dem Quaden, Herzog von Braunschweig-Göttingen. Er folgte nach dem Tode seines Vaters, 1427, gemeinsam mit seinen jüngeren Brüdern Ernst und Albrecht. Bis zur Volljährigkeit, 1437, stand er unter der Vormundschaft von Herzog Otto II. von Braunschweig-Grubenhagen-Osterode. Im Jahre 1447 brach zwischen Heinrich und dem mit dem Erzbischof von Mainz und den Göttinger Herzogen verbündeten Landgrafen Ludwig I. von Hessen eine Fehde aus. Ludwig und seine Verbündeten belagerten die Burg Grubenhagen, mussten sich jedoch trotz des Einsatzes zweier Geschütze wieder zurückziehen. Auch ein Angriff auf Salzderhelden brachte keinen Erfolg. Heinrich starb 1464 und ist im Alexanderstift in Einbeck begraben. Ihm folgte sein Sohn Heinrich.

## Familie
Heinrich heiratete vor dem 27. Juni 1457 Margarete (* 1415/25; † 9. Mai 1497), eine Tochter des Saganer Herzogs Johann I. und der Scholastika von Sachsen-Wittenberg. Er war ihr dritter Ehemann. Sie hatten zwei Söhne.
- Otto (* 1458; † jung)
- Heinrich (* 1460; † 1526) ⚭ Elisabeth von Sachsen-Lauenburg († nach 7. April 1542), Tochter von Johann IV. Herzog von Sachsen-Lauenburg.